# POLR1D
POLR1D‏ (RNA polymerase I subunit D) هوَ بروتين يُشَفر بواسطة جين POLR1D في الإنسان.